# Helmut Gutiérrez
Helmut Enrique Gutiérrez Zapana (La Paz, 1 de julio de 1986) es un futbolista boliviano. Juega como centrocampista y su equipo actual es Destroyer's de la Asociación Cruceña de Fútbol.
Debutó profesionalmente en La Paz Fútbol Club el año 2007.

## Clubes
| Club                    | País    | Año               |
| ----------------------- | ------- | ----------------- |
| La Paz F. C.            | Bolivia | 2007 - 2009       |
| Real Potosí             | Bolivia | 2010              |
| Nacional Potosí         | Bolivia | 2011              |
| La Paz F. C.            | Bolivia | 2012 - 2013       |
| Sport Boys Warnes       | Bolivia | 2013 - 2014       |
| Blooming                | Bolivia | 2014 - 2015       |
| Sport Boys Warnes       | Bolivia | 2015 - 2016       |
| The Strongest           | Bolivia | 2016 - 2017       |
| Oriente Petrolero       | Bolivia | 2017 - 2018       |
| San José                | Bolivia | 2019              |
| Blooming                | Bolivia | 2020              |
| Sur-Car                 | Bolivia | 2021              |
| Universitario de Sucre  | Bolivia | 2022              |
| Independiente Petrolero | Bolivia | 2022 - Actualidad |

## Palmarés

### Títulos nacionales
| Título           | Club              | País    | Año           |
| ---------------- | ----------------- | ------- | ------------- |
| Primera División | Sport Boys Warnes | Bolivia | Apertura 2015 |
| Primera División | The Strongest     | Bolivia | Apertura 2016 |